# Slovénie aux Jeux olympiques d'hiver de 2002
Cet article contient des informations sur la participation et les résultats de la Slovénie aux Jeux olympiques d'hiver de 2002 à Salt Lake City aux  États-Unis. La Slovénie était représentée par 40 athlètes. 
Avec ses 18 ans, Tina Maze est la plus jeune athlète de la délégation. Durant les jeux, le pays remporte une médaille de bronze dans l'épreuve de saut à ski par équipe et se classe ainsi à la 24e place du tableau des médailles par nations,.

## Médailles
|          | Médaille d'or | Médaille d'argent | Médaille de bronze | Total |
| -------- | ------------- | ----------------- | ------------------ | ----- |
| Slovénie | 0             | 0                 | 1                  | 1     |

- : Damjan Fras, Primož Peterka, Robert Kranjec et Peter Žonta Saut à ski par équipe de type K-120[3].